# Chemostat

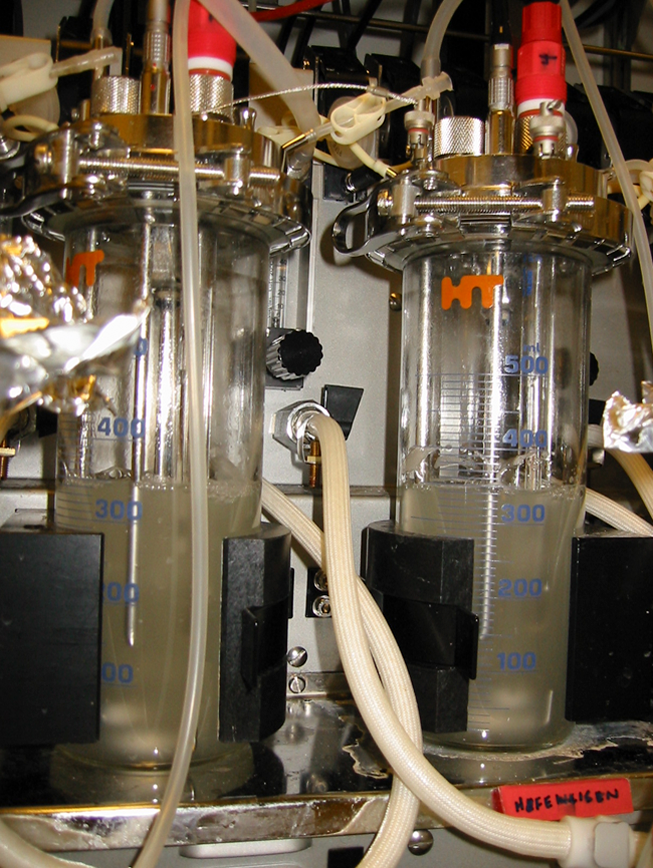
Dva chemostaty

Chemostat je biotechnologický nástroj využívaný k určení ideálního počtu buněk prostředí na základě chemických charakteristik tohoto prostředí. Využívá se především v biofermentorech při výrobě chemických látek či biomasy.